# Executive Order 13780
Executive Order 13780 (eller Protecting the Nation From Foreign Terrorist Entry Into the United States) er et præsidentielt dekret, der blev underskrevet af USA's præsident Donald Trump 6. marts 2017 som erstatning for Executive Order 13769, der blev udstedt tidligere på året, men som blev afvist af domstolene, fordi de vurderede det til at være i strid med forfatningen. Dekretet skulle gælde fra 16 marts samme år. Dekretet har til formål at forhindre indrejse fra Iran, Libyen, Syrien, Somalia og Yemen i 90 dage for personer, der ikke i forvejen har hverken et gyldigt visum, opholdstilladelse eller Green Card.

## Ændringer i forhold til det første indrejseforbud
Der er sket flere ændringer i forhold til det seneste indrejseforbud. Blandt andet er Irak fjernet fra listen, fordi de har ændret visumkontrollen og fordi de samarbejder med USA om at bekæmpe Islamisk Stat. Derudover bliver flygtninge fra Syrien ikke længere afvist automatisk, men får deres ansøgning behandlet på samme måde som flygtninge fra andre lande. Der blokeres dog for alle flygtninge i de første 120 dage. I modsætning til det første indrejseforbud ranglistes religiøse minoriteter ikke længere i prioriteret rækkefølge.

## Juridisk efterspil
Et par dage efter underskrivelsen erklærede Hawaii, at det ville forsøge at få omstødt dette dekret. Efterfølgende ville Washington, der fik det første indrejseforbud blokeret, få en føderal dommer i Seattle til lade forbuddet mod det første indrejseforbud til også at gælde det efterfølgende forbud. New York tilsluttede sig efterfølgende Washingtons krav. 10. marts 2017 blev begæringen dog afvist i første omgang af samme dommer, som var med til at blokere det første indrejseforbud, eftersom han ønskede flere dokumenter i sagen. Udover New York havde søgsmålet også støtte af Oregon og Minnesota.
Dagen før det skulle træde i kraft, blev dekretet dog blokeret af en domstol på Hawaii med den begrundelse, at det strider mod forfatningens forbud mod religiøs diskrimination. Den dag, dekretet skulle have været trådt i kraft, blev det også blokeret af en dommer i Maryland, fordi det ikke gav tilstrækkelig beskyttelse mod religiøs forfølgelse. Senere på månedes blev blokeringen af dekretet forlænget på ubestemt af den samme dommer på Hawaii, som tidligere på måneden blokerede for dekretet. Kendelserne fra 15. og 16. marts blev anket af præsidenten 16. marts i et håb om at kunne få gennemført indrejseforbuddet. Ankesagen skal køre ved appeldomstolen i San Francisco. Det var samme domstol, der blokerede det første indrejseforbud.